# ФК Загреб
Футболен клуб Загреб (на хърватски: Nogometni klub Zagreb) е хърватски футболен отбор, базиран в град Загреб, Хърватия.
Клубът е основан през 1903, като са едни от първите футболни клубове в Хърватия. Прякорът на клуба е свързван с улицата на която се намира стадионът – „Крайнчевичева“, кръстена на хърватския поет Силвие Страхимир Крайнчевич. Първият мач на отбора е година след създаването и играят една част от отбора срещу другата. За клуба са играчи Ивица Олич и Йошко Попович, който е вторият най-добър голмайстор на Първа ХФЛ.
Феновете на клуба са познати като „Бели ангели“ (Bijeli Anđeli). Те са познати със своята неприязън към всякакъв вид вандализъм и расизъм.

## Отличия
- Първа хърватска футболна лига: Шампион – 2001/02, Втори – 1992, 1993/94
- Купа на Хърватска: Финалист – 1996/97
- Хърватска Суперкупа: Втори – 2002

## Външнши препратки
- Официален сайт ((hr))
- ФК Загреб
- Сайт на „Белите ангели“ Архив на оригинала от 2007-08-04 в Wayback Machine.